# ديفيد كراولي
ديفيد كراولي (بالإنجليزية: David Crawley) هو لاعب كرة قدم أيرلندي، ولد في 20 يونيو 1977 في دوندالك في جمهورية أيرلندا. لعب مع مانشستر سيتي ونادي دوندالك ونادي شيلبورن.